# Вежхослав
Вежхослав (пол. Wierzchosław, нім. Amalienhof) — село в Польщі, у гміні Ґоленюв Голеньовського повіту Західнопоморського воєводства.
Населення — 239 осіб (2011).
У 1975-1998 роках село належало до Щецинського воєводства.

## Демографія
Демографічна структура станом на 31 березня 2011 року:
|          | Загалом | Допрацездатний вік | Працездатний вік | Постпрацездатний вік |
| -------- | ------- | ------------------ | ---------------- | -------------------- |
| Чоловіки | 127     | 19                 | 99               | 9                    |
| Жінки    | 112     | 23                 | 68               | 21                   |
| Разом    | 239     | 42                 | 167              | 30                   |